# Myiagra oceanica
Myiagra oceanica е вид птица от семейство Monarchidae.

## Разпространение
Видът е разпространен в Микронезия.